# 帕瓦伊
帕瓦伊（Pawai），是印度中央邦Panna县的一个城镇。总人口12003（2001年）。

## 人口
该地2001年总人口12003人，其中男性6379人，女性5624人；0—6岁人口2255人，其中男1226人，女1029人；识字率56.76%，其中男性为65.12%，女性为47.28%。